# 김포한강10로
김포한강10로(Gimpohangang 10-ro)는 경기도 김포시 구래동 향동 교차로 에서 양촌읍 양곡우회도로신 사거리 를 잇는 도로이다.

## 주요 경유지
경기도
- 김포시 (구래동 . 양촌읍)

## 노선
| 이름                  | 접속 노선                                | 소재지 | 소재지 | 비고 |
| --------------------- | ---------------------------------------- | ------ | ------ | ---- |
| 향동 교차로           | 지방도 제355호선 (봉수대로) 황금로24번길 | 김포시 | 구래동 |      |
| 나비마을삼거리        | 김포한강8로                              | 김포시 | 구래동 |      |
| 한가람삼거리          | 김포한강4로                              | 김포시 | 구래동 |      |
| 한가람초교사거리      | 김포한강9로 대곶남로                     | 김포시 | 구래동 |      |
| 양곡우회도로신 사거리 | 지방도 제356호선 (대명항로)              | 김포시 | 양촌읍 |      |
| 양곡우회로와 직결     |                                          |        |        |      |